# Coendou bicolor
Coendou bicolor là một loài động vật có vú trong họ Erethizontidae, bộ Gặm nhấm. Loài này được Tschudi mô tả năm 1844.

## Phân loài
- C. b. bicolor Tschudi, 1844
- C. b. quichua Thomas, 1899
- C. b. richardsoni Allen, 1913
- C. b. simonsi Thomas, 1902